# Алексей Скурлатов
Алексей Иванович Скурлатов (30 март 1922 г. , село Налобиха, Косихински район, провинция Алтай – 3 ноември 2013 г. , село Налобиха, Косихински район, Алтайски край) - участник във Великата отечествена война, разузнавач и сигналист, носител на два ордена на Червената звезда и много други награди. Той е прототип на прочутия „Альоша“ – паметник на съветските воини-освободители в българския град Пловдив, за който е написана и едноименна песен.

## Биография
Роден в село Налобиха, провинция Алтай. Според Алексей Иванович точната дата на раждането му не е известна: майка му помни само месеца, в който е родил, но не може да си спомни точната дата и само условно каза: 30 март. Селският съвет обаче не разполага с този акт за раждане, а селският фелдшер настоява за датата 9 август. Рождената дата на надгробния кръст е изписана 9 август 1922 г.
Алексей Иванович е доброволец на фронта през септември 1941 г. Отначало се бие в състава на Сибирския ски батальон, в който води първата си битка край село Крюково на 5 декември същата година. Участва в боевете при Калинин, Ржев, Вишни Волочок, където е ранен толкова тежко, че майка му получава съобщение за смърт, изпратено по погрешка. По-късно, в битката за село Веревкино, той е тежко ранен и изпратен в болницата, а майка му отново получава съобщение за смъртта. Участва в битката при Курск, в битките в Украйна, по-специално в настъпателната операция Никопол-Кривой Рог. През септември 1944 г. участва в Българската операция, като прокарва комуникациите от Пловдив за София и Черно море. По това време Скурлатов се запознава с българския сигналист и деец от Българската съпротива Методи Витанов. През май 1945 г. в Пловдив празнуват първия Ден на победата и Алексей Иванович танцува с двама българи на раменете си, тъй като се отличава с голяма физическа сила.
Връща се у дома през ноември 1946 г. Работил е като бригадир на машинно-тракторна станция, комбайнер, монтьор-наладчик, старши инженер, бригадир на машинен участък. През 1982 г. с помощта на български и съветски журналисти Методи Витанов успява да открие Скурлатов, той е поканен в България и историята на войника, превърнал се в паметник, става известна. През 1983 г. Скурлатов се пенсионира, но след това работи дълго време като механик в Овчинниковския ремонтен завод.
През 2012 г. в Алтайския край беше открит музей на името на А. И. Скурлатов; той се появява в училище в село Налобиха в Косихински район. През 2015 г. в Алтайския край е издадена книга за Скурлатов. През 2013 г. се съобщава, че ще бъде издадена книга за него в България, но не се знае дали планът е реализиран.
Умира на 3 ноември 2013 г. след тежко боледуване в дома си в село Налобиха в Алтайския край.
На 6 ноември Алексей Скурлатов е погребан. Панихидата се служи в Дома на културата в родното му село. Година след смъртта му на гроба на Скурлатов е монтиран негов барелеф.

## „Альоша“
През 1948 г. е решено да се издигне паметник на съветските воини освободители на хълма Бунарджик в Пловдив, който през 1957 г. е открит. В образа на съветския войник Методи Витанов, който навремето е дал снимката на Алексей на скулптора Васил Родославов, разпознава другаря си, след което на гранитния камък на постамента написва с тебешир „Альоша“ на български. Името се затвърждава в народа и оттогава паметникът, който се вижда от почти всяка точка на Пловдив, се нарича така; Този паметник се превръща в символ на града.
През 1962 г. съветският композитор Едуард Колмановски посещава България, включително Пловдив, и разказва тази история на поета Константин Ваншенкин, който се вдъхновява от нея да напише стихотворение, а Колмановски написва музиката. През 1966 г. е публикувана песента „Альоша“, която става толкова популярна, че до 1989 г. е официалният химн на Пловдив.
През 1974 г. Методи Витанов решава да намери своя другар и пише за историята на паметника в списание „Огоньок“, като моли бивши сигналисти от военните години да помогнат за намирането на истинския Альоша. Алексей Иванович, който тогава работи като механик в село Овчинниково, се разпозна в тази бележка, когато я прочитат в завода, но колегите му не му повярват. През 1980 г. Андрей Усолцев, работник в този завод, отива в санаториум в град Белокуриха, където се среща с учител от Свердловск Леонид Голубев. Когато песента „Альоша“ започна да звучи по телевизията, учителят казва, че той и неговите ученици са търсили героя на тази песен от дълго време, на което работникът отговаря, че работи с фронтов войник, който смята сам да бъде такъв, но никой не му повярва. Голубев, напротив, повярва и пише на Скурлатов, иска му снимка и след това я изпраща в България. В отговор на тази снимка Методи пише: „Намерих те, Альоша!“.
През 1982 г. Алексей Иванович заминава за България, където е посрещнат с почести като герой, а в Пловдив е удостоен със званието почетен гражданин. „Посрещнаха ме като някакъв министър“, засмя се Скурлатов. – Площадът беше пълен с хора, хорът пееше песен. Казаха, че аз съм символ на приятелството между два народа. „Е, това е символ, значи е символ“.
Пловдивчани все още тачат високо паметника на Алексей Иванович Скурлатов и „неговия“ паметник, а в края на 80-те и 90-те години успешно се противопоставят на всички опити за събарянето му като символ не на освобождението, а на „съветската окупация“. През 2007 г. те канят Алексей Иванович на петдесетата годишнина на паметника, но той не успява да дойде поради здравословни причини, а дъщеря му Нели Алексеевна идва.

## Награждаване през 2012 г.
По време на войната Скурлатов два пъти е награден с Ордена на Червената звезда. Вторият път е за проявената смелост в битката на 25 август 1944 г. , когато Алексей Иванович и другарите му защитават съветски наблюдателен пункт и командна височина от врага, като лично убиват 18 германци и взимат още петима в плен. За тази битка той получава за първи път Ордена на Червената звезда. 
Но още преди това, през януари-февруари 1944 г., по време на настъпателната операция Никопол-Кривой Рог, докато служи в 234-ти артилерийски полк на 188-ма стрелкова дивизия на 3-ти украински фронт като офицер от артилерийския разузнавач, той е награден с друг медал за храброст Орден на Червената звезда. Ето какво пише в наградния лист от 8 февруари 1944 г .: „На 30 януари 1944 г.... движейки се в бойния строй на пехотата и без да обръща внимание на артилерийския обстрел, без да спира нито за минута да наблюдава противника, той веднага открива свои огневи точки. По време на настъплението от 30.01.44 г. до 3.02.44 г. той открива артилерийска батарея, тежка картечница и лека картечница на противника, които унищожава с огън от дивизията. По време на контраатаката на вражеската пехота и танкове Скурлатов уби двама немски войници с личното си оръжие. Ранен, той отказа да напусне бойното поле и продължи още по-интензивно да стреля по врага“.
За тази битка командването на полка решава да го награди с Орден на Отечествената война 2-ра степен, но командването на дивизията решава да го награждава с Орден на Червената звезда. Заповедта в този смисъл от 23 февруари 1944 г. обаче е изгубена в бъркотията на войната. Само 68 години по-късно, през пролетта на 2012 г., Тамара Дмитриенко, журналист от алтайското издание „Свободный курс“, която работи с документи в Централния архив на Министерството на отбраната на Руската федерация, намира документ относно възлагането на поръчката без знак за доставка. Тя намира телефонния номер на ветерана, обажда се и научава, че фронтовият войник наистина няма такава награда. В края на 2012 г. ветеранът е награден с орден, дори губернаторът на Алтайския край Александър Карлин идва да го види.

## Декорации и награди
- Орден на Отечествената война 2-ра степен (1985)
- Орден на Отечествената война 1-ва степен (1987)
- Два ордена на Червената звезда, заповед № 24/н от 23.02.1944 г. до 188-ма стрелкова дивизия от 37-ма армия на 3-ти Украински фронт;[18] заповед № 79/н от 30.09.1944 г. до 188-ма стрелкова дивизия от 37-ма армия на 3-ти Украински фронт;[19]
- Медал „Жуков“
- Медал „За храброст“ (Заповед № 1/н от 11.01.1944 г. до 234-ти полк от 188-ма пехотна дивизия на 2-ри Украински фронт)
- Медал „В чест на 100-годишнината от рождението на Владимир Илич Ленин“
- Медал „За победата над Германия във Великата отечествена война 1941-1945 г.“
- Юбилеен медал „Двадесет години победа във Великата отечествена война 1941-1945 г.“
- Юбилеен медал „Тридесет години от победата във Великата отечествена война 1941-1945 г.“
- Юбилеен медал „Четиридесет години от победата във Великата отечествена война 1941-1945 г.“
- Юбилеен медал „50 години победа във Великата отечествена война 1941-1945 г.“
- Юбилеен медал „60 години победа във Великата отечествена война 1941-1945 г.“
- Юбилеен медал „65 години победа във Великата отечествена война 1941-1945 г.“
- Медал „Ветеран на труда“
- Медал „Ветеран от въоръжените сили на СССР“
- Медал „За развитието на девствените земи“
- Юбилеен медал „50 години въоръжени сили на СССР“
- Юбилеен медал „60 години въоръжени сили на СССР“
- Юбилеен медал „70 години въоръжени сили на СССР“
- Орден „За заслуги към Алтайския край“ 1-ва степен
- Български медал „65 години победа над фашизма“.[20]